# Nazionale maschile di football americano della Costa Rica
La nazionale di football americano della Costa Rica (Selección de fútbol americano de Costa Rica) è la selezione maggiore maschile di football americano della FEFACR che rappresenta la Costa Rica nelle varie competizioni ufficiali o amichevoli riservate a squadre nazionali.

## Risultati
Legenda: Grassetto: Risultato migliore, Corsivo: Mancate partecipazioni

## Dettaglio stagioni

### Amichevoli
| Stagione | Vin | Par | Per | Tot | PF   | PS   | avversaria               |
| -------- | --- | --- | --- | --- | ---- | ---- | ------------------------ |
| 2009     | 1+? | 0+? | 0+? | 2   | 13+? | 8+?  | Riders Panamá, Nicaragua |
| 2014     | 1   | 0   | 0   | 1   | 15   | 14   | Chiriquí Cowboys         |
| 2018     | 1   | 0   | 0   | 1   | 30   | 6    | Duo Sports Thundercats   |
| Totale   | 3+? | 0+? | 0+? | 4   | 58+? | 28+? |                          |

### Tornei

#### Central American Bowl
| Stagione | regular season | regular season | regular season | regular season | regular season | regular season | playoff | playoff | playoff | playoff | playoff | playoff                 | playoff    |
|          | Vin            | Par            | Per            | Tot            | PF             | PS             | Vin     | Per     | Tot     | PF      | PS      | risultato               | avversaria |
| -------- | -------------- | -------------- | -------------- | -------------- | -------------- | -------------- | ------- | ------- | ------- | ------- | ------- | ----------------------- | ---------- |
| 2013     | -              | -              | -              | -              | -              | -              | 1       | 1       | 2       | 38      | 60      | Finale                  | Panama     |
| 2018     | 2              | 0              | 0              | 2              | 48             | 13             | 0       | 1       | 1       | 3       | 52      | Mayan Bowl Championship | Panama     |
| Totale   | 2              | 0              | 0              | 2              | 48             | 13             | 2       | 2       | 4       | 41      | 112     |                         |            |

#### Central America's Independence Cup
| Stagione | regular season | regular season | regular season | regular season | regular season | regular season | playoff | playoff | playoff | playoff | playoff | playoff   | playoff    |
|          | Vin            | Par            | Per            | Tot            | PF             | PS             | Vin     | Per     | Tot     | PF      | PS      | risultato | avversaria |
| -------- | -------------- | -------------- | -------------- | -------------- | -------------- | -------------- | ------- | ------- | ------- | ------- | ------- | --------- | ---------- |
| 2014     | -              | -              | -              | -              | -              | -              | 1       | 0       | 1       | 32      | 26      | Campioni  | Panama     |
| Totale   | -              | -              | -              | -              | -              | -              | 1       | 0       | 1       | 32      | 26      |           |            |

#### Torneo 4 Naciones
| Stagione | regular season | regular season | regular season | regular season | regular season | regular season | playoff | playoff | playoff | playoff | playoff | playoff     | playoff     |
|          | Vin            | Par            | Per            | Tot            | PF             | PS             | Vin     | Per     | Tot     | PF      | PS      | risultato   | avversaria  |
| -------- | -------------- | -------------- | -------------- | -------------- | -------------- | -------------- | ------- | ------- | ------- | ------- | ------- | ----------- | ----------- |
| 2012     | -              | -              | -              | -              | -              | -              | 1       | 1       | 2       | 40      | 38      | Terzo posto | El Salvador |
| Totale   | -              | -              | -              | -              | -              | -              | 1       | 1       | 2       | 40      | 38      |             |             |

#### Tropic Bowl
| Stagione | regular season | regular season | regular season | regular season | regular season | regular season | playoff | playoff | playoff | playoff | playoff | playoff   | playoff              |
|          | Vin            | Par            | Per            | Tot            | PF             | PS             | Vin     | Per     | Tot     | PF      | PS      | risultato | avversaria           |
| -------- | -------------- | -------------- | -------------- | -------------- | -------------- | -------------- | ------- | ------- | ------- | ------- | ------- | --------- | -------------------- |
| 2011     | -              | -              | -              | -              | -              | -              | 1       | 0       | 1       | 41      | 0       | Campioni  | Panama               |
| 2013     | -              | -              | -              | -              | -              | -              | 0       | 1       | 1       | 6       | 36      | Secondi   | New England Stars    |
| 2014     | -              | -              | -              | -              | -              | -              | 0       | 1       | 1       | 6       | 42      | Secondi   | North East All Stars |
| 2015     | -              | -              | -              | -              | -              | -              | 0       | 1       | 1       | 0       | 18      | Secondi   | North East All Stars |
| Totale   | -              | -              | -              | -              | -              | -              | 1       | 3       | 4       | 53      | 96      |           |                      |

### Riepilogo partite disputate
| Anno              | Luogo           | Evento                                | Fase del torneo      | Incontro                            | Risultato |
| 2009              | San José        | Amichevole                            |                      | Costa Rica - Riders Panamá          | 13 - 8    |
| 4 dicembre 2009   | Managua         | Amichevole                            |                      | Nicaragua - Costa Rica              | ? - ?     |
| 2011              |                 | Tropic Bowl I                         |                      | Costa Rica - Panama                 | 41 - 0    |
| 29 settembre 2012 | Managua         | Torneo 4 Naciones                     | Semifinale           | Costa Rica - Nicaragua              | 7 - 32    |
| 30 settembre 2012 | Managua         | Torneo 4 Naciones                     | Finale 3º - 4º posto | El Salvador - Costa Rica            | 6 - 33    |
| 18 maggio 2013    | Desamparados    | Tropic Bowl III                       |                      | Costa Rica - New England Stars      | 6 - 36    |
| 12 settembre 2013 | San Salvador    | Central American Bowl                 | Semifinale           | Guatemala - Costa Rica              | 6 - 25    |
| 14 settembre 2013 | San Salvador    | Central American Bowl                 | Finale               | Costa Rica - Panama                 | 13 - 54   |
| 10 maggio 2014    | San José        | Tropic Bowl IV                        |                      | Costa Rica - North East All Stars   | 6 - 42    |
| 14 giugno 2014    | San José        | Amichevole                            |                      | Costa Rica - Chiriquí Cowboys       | 15 - 14   |
| 19 settembre 2014 | San José        | Central America's Independence Cup II |                      | Costa Rica - Panama                 | 32 - 26   |
| 9 maggio 2015     | San José        | Tropic Bowl V                         |                      | Costa Rica - North East All Stars   | 0 - 18    |
| 7 gennaio 2018    | San Joaquín     | Amichevole                            |                      | Costa Rica - Duo Sports Thundercats | 30 - 6    |
| 4 febbraio 2018   | San José Pinula | Central American Bowl                 | Girone               | Costa Rica - Guatemala              | 21 - 0    |
| 8 febbraio 2018   | San José Pinula | Central American Bowl                 | Girone               | Costa Rica - Nicaragua              | 27 - 13   |
| 10 febbraio 2018  | San José Pinula | Central American Bowl                 | Finale               | Panama - Costa Rica                 | 52 - 3    |

## Confronti con le altre Nazionali
Questi sono i saldi della Costa Rica nei confronti delle Nazionali incontrate.

### Saldo positivo
| Nazionale   | Giocate | Vinte | Pareggiate | Perse | PF | PS | Ultima vittoria | Ultimo pari | Ultima sconfitta |
| ----------- | ------- | ----- | ---------- | ----- | -- | -- | --------------- | ----------- | ---------------- |
| Guatemala   | 2       | 2     | 0          | 0     | 46 | 6  | 2018            | -           | -                |
| El Salvador | 1       | 1     | 0          | 0     | 33 | 6  | 2012            | -           | -                |

### Saldo in pareggio
| Nazionale | Giocate | Vinte | Pareggiate | Perse | PF | PS  | Ultima vittoria | Ultimo pari | Ultima sconfitta |
| --------- | ------- | ----- | ---------- | ----- | -- | --- | --------------- | ----------- | ---------------- |
| Panama    | 4       | 2     | 0          | 2     | 89 | 132 | 2014            | -           | 2018             |

### Dati incompleti
| Nazionale | Giocate | Vinte | Pareggiate | Perse | PF   | PS   | Ultima vittoria | Ultimo pari | Ultima sconfitta |
| --------- | ------- | ----- | ---------- | ----- | ---- | ---- | --------------- | ----------- | ---------------- |
| Nicaragua | 3       | 1+?   | 0+?        | 1+?   | 34+? | 45+? | 2018            | ?           | 2012             |